# Федіно (Казулінське сільське поселення)
Федіно (рос. Федино) — присілок Сафоновського району Смоленської області Росії. Входить до складу Казулінського сільського поселення.
Населення — 18 осіб (2007 рік). 